# Acris gryllus
Acris gryllus е вид земноводно от семейство Дървесници (Hylidae).

## Разпространение
Видът е разпространен в САЩ.